# Mistrovství světa ve veslování 2003

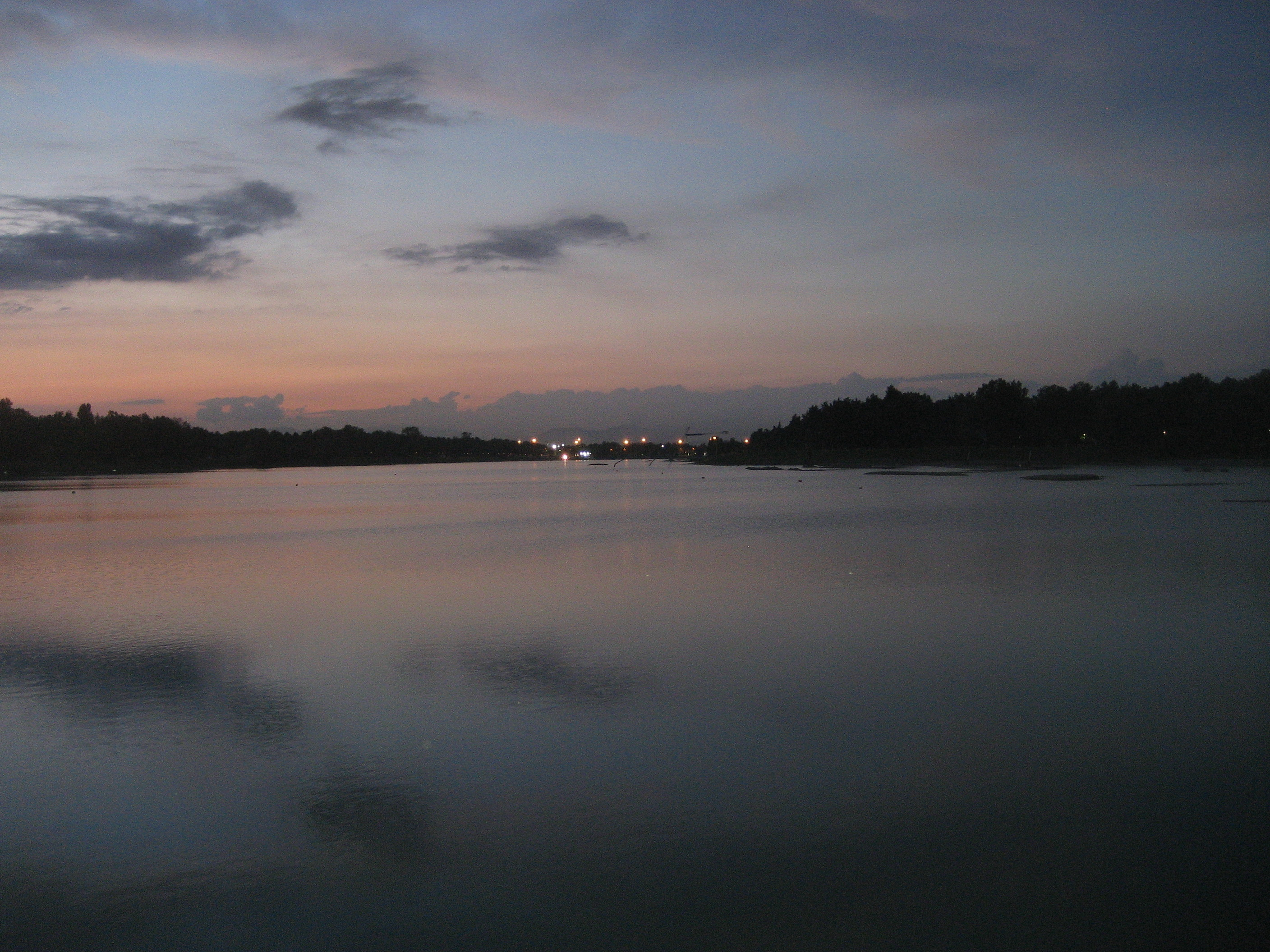
Jezero Idroscalo, dějiště šampionátu

Mistrovství světa ve veslování 2003 byl v pořadí 32. šampionát konaný mezi 24. a 31. srpnem 2003 na jezeře Idroscalo v italském Miláně.
Každoroční veslařská regata trvající jeden týden je organizována Mezinárodní veslařskou federací (International Rowing Federation; FISA) obvykle na konci léta severní polokoule. V neolympijských letech představuje mistrovství světa vyvrcholení mezinárodního veslařského kalendáře a v roce, jenž předchází olympijským hrám, představuje jejich hlavní kvalifikační událost. V olympijských letech pak program mistrovství zahrnuje pouze neolympijské disciplíny.

## Medailové pořadí
| Pořadí | Země               | Zlato | Stříbro | Bronz | Celkem |
| ------ | ------------------ | ----- | ------- | ----- | ------ |
| 1      | Německo            | 4     | 4       | 7     | 15     |
| 2      | USA                | 3     | 2       | 1     | 6      |
| 3      | Itálie             | 3     | 1       | 1     | 5      |
| 4      | Kanada             | 3     | 0       | 2     | 5      |
| 5      | Austrálie          | 2     | 3       | 1     | 6      |
| 6      | Dánsko             | 2     | 0       | 0     | 2      |
| 7      | Spojené království | 1     | 4       | 1     | 6      |
| 8      | Rumunsko           | 1     | 1       | 2     | 4      |
| 9      | Francie            | 1     | 0       | 1     | 2      |
| 10     | Čína               | 1     | 0       | 0     | 1      |
| 10     | Norsko             | 1     | 0       | 0     | 1      |
| 10     | Nový Zéland        | 1     | 0       | 0     | 1      |
| 10     | Bulharsko          | 1     | 0       | 0     | 1      |
| 14     | Nizozemsko         | 0     | 3       | 0     | 3      |
| 15     | Bělorusko          | 0     | 2       | 1     | 3      |
| 16     | Chorvatsko         | 0     | 2       | 0     | 2      |
| 17     | Polsko             | 0     | 1       | 1     | 2      |
| 17     | Česko              | 0     | 1       | 1     | 2      |
| 19     | Jižní Afrika       | 0     | 0       | 1     | 1      |
| 19     | Řecko              | 0     | 0       | 1     | 1      |
| 19     | Slovinsko          | 0     | 0       | 1     | 1      |
| 19     | Rusko              | 0     | 0       | 1     | 1      |
| 19     | Irsko              | 0     | 0       | 1     | 1      |
| Celkem | Celkem             | 24    | 24      | 24    | 72     |

## Přehled medailí

### Mužské disciplíny
| Disciplína                      | Zlato | Čas     | Stříbro | Čas     | Bronz | Čas     |
| Skif M1x                        | Norsko Olaf Tufte | 6:46,15 | Německo Marcel Hacker | 6:47,47 | Slovinsko Iztok Čop | 6:48,31 |
| Dvojskif M2x                    | Francie Sébastien Vieilledent Adrien Hardy | 6:13,93 | Itálie Rossano Galtarossa Alessio Sartori | 6:15,65 | Česko Milan Doleček ml. Ondřej Synek | 6:16,59 |
| Párová čtyřka M4x               | Německo André Willms Stephan Volkert Marco Geisler Robert Sens                                                                                  | 6:12,26 | Česko David Kopřiva Petr Vitásek Jakub Hanák David Jirka                                                                                      | 6:15,59 | Polsko Adam Bronikowski Marek Kolbowicz Slawomir Kruszkowski Adam Korol                                                                               | 6:18,80 |
| Dvojka bez kormidelníka M2-     | Austrálie Drew Ginn James Tomkins | 6:19,31 | Chorvatsko Siniša Skelin Nikša Skelin | 6:20,79 | Jižní Afrika Ramon di Clemente Donovan Cech | 6:21,69 |
| Čtyřka bez kormidelníka M4-     | Kanada Cameron Baerg Tom Herschmiller Jake Wetzel Barney Williams                                                                               | 5:52,91 | Spojené království Steve Williams Josh West Toby Garbett Rick Dunn                                                                            | 5:53,54 | Německo Sebastian Thormann Paul Dienstbach Philipp Stueer Bernd Heidicker                                                                             | 5:55,13 |
| Dvojka s kormidelníkem M2+      | USA Matt Rich Daniel Beery Andrew Kelly (k) | 7:10,11 | Austrálie Luke Pougnault Jonatan Fievez Marc Douez (k)                                                                                        | 7:13,13 | Kanada Kevin Burt Geoff Hodgson Brian Price (k) | 7:20,23 |
| Čtyřka s kormidelníkem M4+      | USA Brian McDonough Matt Deakin Jason Flickinger Lucas McGee Marcus McElhenney (k)                                                              | 6:04,68 | Spojené království James Livingston Richard Egington Kieran West Tom Stallard Peter Rudge (k)                                                 | 6:05,82 | Německo Arne Landgraf Matthias Flach Jan Martin Broeer Klaus Rogge Stefan Lier (k)                                                                    | 6:08,90 |
| Osma M8+                        | Kanada Joe Stankevicius Kevin Light Ben Rutledge Kyle Hamilton David Calder Andrew Hoskins Adam Kreek Jeff Powell Brian Price (k)               | 6:00,44 | USA Ryan Torgerson Jonathan Watling Michael Wherley Wolfgang Moser Bryan Volpenhein Jeff Klepacki Joseph Hansen Jason Read Pete Cipollone (k) | 6:01,46 | Spojené království Alex Partridge Dan Ouseley Jonno Devlin Andrew Triggs Hodge Josh West Ed Coode Robin Bourne-Taylor Tom James Christian Cormack (k) | 6:03,45 |
| Skif LV LM1x                    | Itálie Stefano Basalini | 6:59,65 | Spojené království Tom Kay | 7:02,12 | Německo Peter Ording | 7:05,36 |
| Dvojskif LV LM2x                | Itálie Elia Luini Leonardo Pettinari | 6:30,60 | Polsko Tomasz Kucharski Robert Sycz | 6:33,12 | Irsko Sam Lynch Gearoid Towey | 6:35,90 |
| Párová čtyřka LV LM4x           | Itálie Emanuele Federoci Daniele Gilardoni Luca Moncada Filippo Mannucci                                                                        | 6:07,10 | Austrálie Deon Birtwitlse Michael Mikey McBryde Shane Broad Samuel Beltz                                                                      | 6:09,36 | Německo Joerg Lehnigk Matthias Schoemann-Finck Nils Ipsen Jens Wittwer                                                                                | 6:10,88 |
| Dvojka bez kormidelníka LV LM2- | Dánsko Bo Helleberg Mads Kruse Andersen | 6:35,73 | Německo Frank Mager Christian Gerlach | 6:37,36 | USA Simon Carcagno Michael Mike Altman | 6:41,05 |
| Čtyřka bez kormidelníka LV LM4- | Dánsko Thor Kristensen Thomas Ebert Stephan Mølvig Eskild Ebbesen                                                                               | 6:10,46 | Nizozemsko Gerard van der Linden Ivo Snijders Karel Dormans Joeri De groot                                                                    | 6:12,24 | Itálie Lorenzo Bertini Catello Amarante Salvatore Amitrano Bruno Mascarenhas                                                                          | 6:13,04 |
| Osma LV LM8+                    | Německo Bastian Seibt Martin Raeder Joachim Drews Martin Hasse Carsten Borchardt Birger Schmidt Matthias Hobein Christian Dahlke Olaf Kaska (k) | 6:41,43 | USA Thomas Paradiso Eric Feins Patrick Todd Andrew Bolton William Fedyna John Wall Angus Maclaurin John Wachter III Joseph Finelli (k)        | 5:43,95 | Francie Vincent Faucheux Fabien Dagada Remi Le Flohic Damien Margat Alexis Saitta Franck Bussiere Nicolas Planque Jerome Bandiera Nicolas Majerus (k) | 6:03,45 |

### Ženské disciplíny
| Disciplína                      | Zlato | Čas     | Stříbro | Čas     | Bronz | Čas      |
| Skif W1x                        | Bulharsko Rumjana Nejkovová | 7:18,12 | Německo Katrin Rutschowová | 7:21,44 | Bělorusko Jekatěrina Karstenová | 7:,23,30 |
| Dvojskif W2x                    | Nový Zéland Georgina Eversová-Swindellová Caroline Eversová-Swindellová                                                                                                | 6:45,79 | Německo Britta Oppeltová Kathrin Boronová | 6:47,57 | Rusko Larisa Merková Irina Fedotovová | 6:49,50  |
| Párová čtyřka W4x               | Austrálie Jane Robinsonová Dana Faleticová Kerry Hore Amber Bradley | 6:46,52 | Bělorusko Jekatěrina Karstenová Yuliya Bichyk Volha Berazniova Maryia Varona | 6:48,87 | Německo Peggy Waleská Marita Scholzová Manuela Lutzeová Kerstin El Qalqili-Kowalski | 6:49,34  |
| Dvojka bez kormidelnice W2-     | Spojené království Katherine Graingerová Cath Bishopová | 7:04,88 | Bělorusko Yuliya Bichyk Natallia Helakh | 7:05,89 | Rumunsko Georgeta Damianová Viorica Susanuová | 7:06,16  |
| Čtyřka bez kormidelnice W4-     | USA Liane Malcosová Whitney Webberová Caryn Daviesová Wendy Wilburová                                                                                                  | 6:53,08 | Nizozemsko Sarah Siegalaarová Laura Posthuma Annemarieke van Rumptová Helen Tangerová | 6:54,42 | Německo Ulrike Stadlmayrová Dana Pyritzová Sandra Goldbachová Manuela Zanderová | 6:56,36  |
| Osma W8+                        | Německo Elke Hiplerová Anja Pyritzová Maja Tucholkeová Britta Holthausová Susanne Schmidtová Nicole Zimmermannová Silke Guentherová Lenka Wechová Annina Ruppelová (k) | 6:41,23 | Rumunsko Georgeta Craciunová Aurica Barascu-Chirita Liliana Gafencuová Viorica Susanuová Magdalena Irincu Elisabeta Lipă Georgeta Damianová Doina Ignatová Elena Georgescu-Nedelcová (k) | 6:44,63 | Kanada Jacqui Cooková Karen Clarková Rachel Dunnetová Andréanne Morinová Darcy Marquardtová Pauline Van Roesselová Roslyn McLeodová Buffy-Lynne Williamsová-Alexanderová Sarah Pape (k) | 6:45,53  |
| Skif LV LW1x                    | Kanada Fiona Milne | 7:52,87 | Chorvatsko Mirna Rajle Brođanacová | 7:54,49 | Německo Janet Raduenzelová | 7:56,53  |
| Dvojskif LV LW2x                | Německo Marie-Louise Draegerová Claudia Blasbergová | 7:14,55 | Austrálie Sally Causby Amber Halliday | 7:17,28 | Rumunsko Constanţa Burcică Camelia Mihalcea | 7:18,24  |
| Párová čtyřka LV LW4x           | Čína Quan Li Yanping Deng Meiyun Tan Weijuan Zhou | 6:36,43 | Nizozemsko Mariel Pikkemaat Danielle Broekhuizen Anne van Drumpt Judith van Os | 6:40,95 | Austrálie Bronwen Watsonová Sally Newmarchová Marguerite Houstonová Miranda Bennettová                                                                                                  | 6:42,02  |
| Dvojka bez kormidelnice LV LW2- | Rumunsko Alina Scurtu Mihaela Niga | 7:30,26 | Spojené království Julia Warrenová Michelle Dollimore | 7:32,53 | Řecko Elpida Grigoriadouová Angeliki Gkremouová | 7:34,50  |